# Leonor Mendes de Barros
Leonor Mendes de Barros (São Paulo, 21 de julho de 1905 — São Paulo, 9 de maio de 1992), filha de Otávio Mendes e Elisa de Moraes Mendes, foi primeira-dama do Estado de São Paulo - era esposa de Ademar de Barros.
Teve participação atuante em atividades filantrópicas e foi também importante ativista de movimentos conservadores.
Na avenida Celso Garcia, 2477, no Belenzinho, na Zona Leste de São Paulo, existe uma maternidade que leva o seu nome, Leonor Mendes de Barros. Essa maternidade possui um banco de leite humano. É possível doar leite excedente da amamentação para este banco facilmente, pois eles buscam na casa da doadora.
Na Rua Raimundo Correia, Zona Leste de São Paulo, e na Al.Leblon, no 18 do Forte, Bairro de Alphaville - Barueri.
Em São Bernardo do Campo, há uma escola particular que leva seu nome, localizada na Rua Americo Brasiliense, 449 (Colégio Dona Leonor Mendes de Barros).
Há também dois bairros em sua homenagem, um na Zona Norte de São Paulo, o Jardim Leonor Mendes de Barros, que tem em sua maioria casas de alto padrão e prédios do IPESP, e outro, Jardim Leonor, na região do Morumbi, terraplanado e loteado na década de 50 pelo Governo do Estado, no mandato de seu marido.
Na cidade de Itanhaém, litoral de São Paulo (localizada a 100 km da capital), no Bairro do Centro, existe uma escola Municipal com o seu nome, Leonor Mendes de Barros. O endereço é Rua Cuba, 180 - Jardim Mosteiro.
Em Santos, também no litoral paulista, exite a Escola Municipal de Educação Infantil Leonor Mendes de Barros, na Praça Fernandes Pacheco, Gonzaga.
No Interior do Estado de São Paulo, há uma rodovia, a SP-333, que leva seu nome.